# Zāvīyeh Morādī
Zāvīyeh Morādī är en ort i Iran.   Den ligger i provinsen Khuzestan, i den västra delen av landet, 500 km sydväst om huvudstaden Teheran. Zāvīyeh Morādī ligger 99 meter över havet och antalet invånare är 566.
Terrängen runt Zāvīyeh Morādī är platt. Runt Zāvīyeh Morādī är det ganska tätbefolkat, med 100 invånare per kvadratkilometer. Närmaste större samhälle är Andimeshk, 16,5 km norr om Zāvīyeh Morādī. Trakten runt Zāvīyeh Morādī består till största delen av jordbruksmark.